# Altar Piccolomini

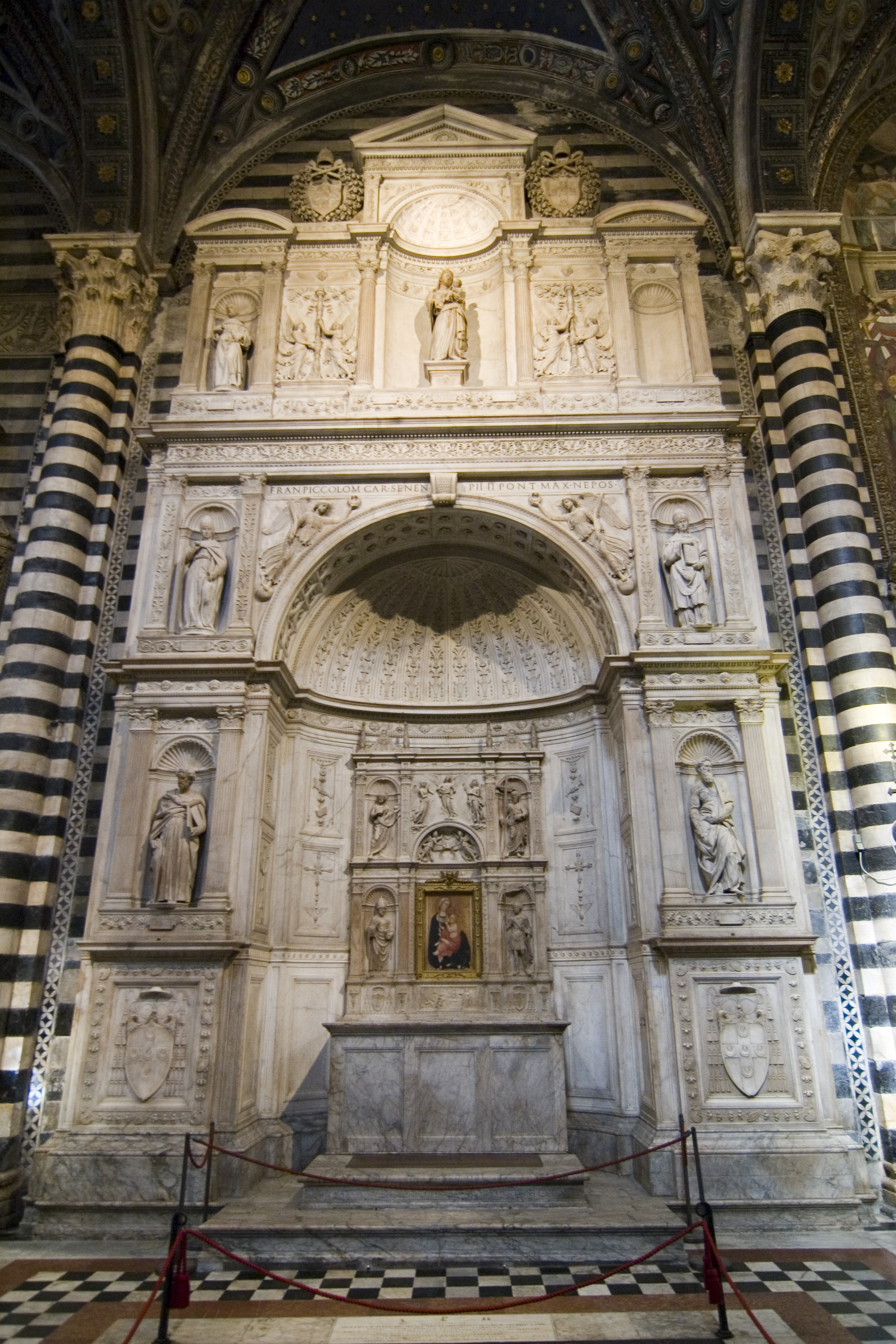
Altar Piccolomini

El Altar Piccolomini es un complejo arquitectónico y escultural en el pasillo izquierdo de la catedral de Siena, ordenado por el cardenal Francesco Piccolomini Todeschini. Fue construido entre 1481 y 1485 por Andrea Bregno en mármol de Carrara y decorado en las décadas siguientes. La intervención de Miguel Ángel se destaca con la colaboración de cuatro esculturas para unos nichos del altar, entre 1501 y 1504.

## Historia
El cardenal Francesco Todeschini Piccolomini, más tarde el papa Pío III, quería construir un altar monumental para dedicar una gran obra artística a su tío el papa Pío II, para celebrar simultáneamente la presencia política y cultural de la familia Piccolomini en Siena y la creación de un lugar de sepultura para él (aunque tras su elección como papa fue enterrado en la antigua basílica de San Pedro del Vaticano).
El lugar elegido por el cardenal fue el antiguo altar de los zapateros, dedicado a la Natividad de María. Los zapateros acordaron dar el lugar para el cardenal siempre que esto les repercutiera otro espacio interior de la cúpula. La falta de espacio disponible, sin embargo, obligó a los zapateros a ponerse de acuerdo en compartir el patrocinio de la capilla con el cardenal.
El cardenal contrató para la construcción del altar al escultor y arquitecto lombardo Andrea Bregno, que trabajó desde 1481 a 1485, firmando como «Opus Andreae Mediolanensis MCCCCLXXXV» bajo el nicho central del ático donde hoy se encuentra la Virgen con el Niño. Sin embargo, Andrea Bregno no llegó a terminar el retablo de mármol central que era para enmarcar la pintura una Virgen de la Humildad realizada por Paolo di Giovanni Fei (ca. 1390), junto con catorce esculturas que llenarían varias hornacinasy los espacios por encima del ático que también se incluían en el proyecto original, alrededor de 1486 el artista, con sesenta y ocho años, tuvo un colapso físico y tal vez también una crisis de inspiración artística . El artista volvió a Roma, dejando el altar sin terminar, solamente sus ayudantes todavía trabajaban en el retablo de mármol que se colocó en el centro de la capilla para alojar la pintura de la Virgen de la Humildad.
El cardenal Todeschini Piccolomini se vio obligado a buscar un escultor para el proceso de la realización de las catorce esculturas, confió este encargo a Pietro Torrigiano (1488-1489). Pero de este escultor solamente se encuentra, un san Francisco, en la parte superior del altar a la izquierda, el contrato del escultor con el cardenal se interrumpió sin saber el motivo. Esta situación hizo que el cardenal tuviera que volver a buscar un nuevo artista.
Al final del siglo XVIII se colocó en el nicho central del ático la estatua de la Virgen con el Niño, considerado hasta hace poco un trabajo de la primera época de Jacopo della Quercia y más tarde la crítica lo ha atribuido como propio de Giovanni di Cecco (1371). La escultura procedía del altar de San Tommaso de Aquino  y, antes de eso, del altar de San Jacopo Interciso , ambos de la catedral de Siena.

## Descripción

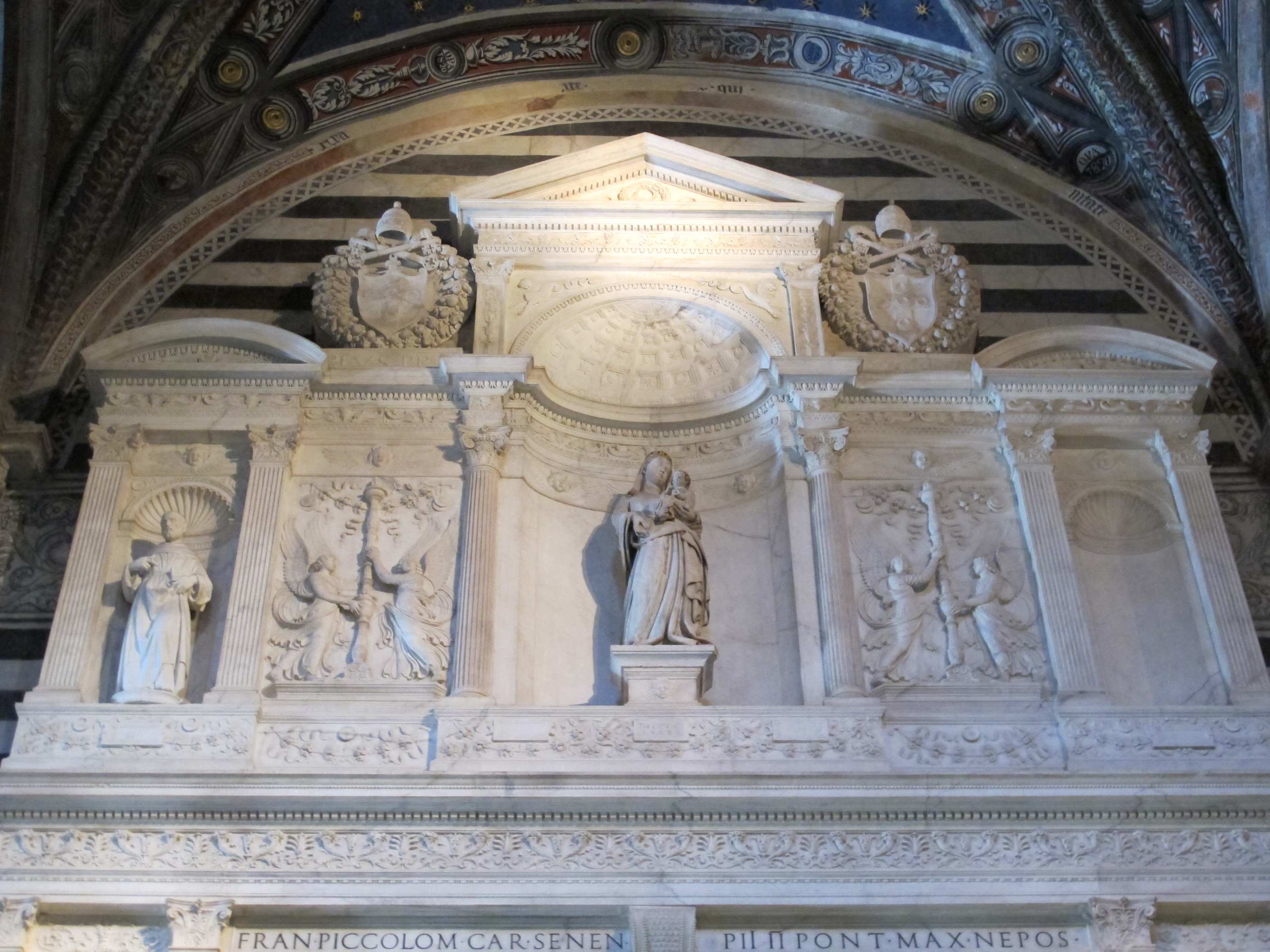
Ático del altar, a la izquierda la escultura de san Francisco de Pietro Torrigiano y en el centro la Virgen María con el Niño de Giovanni di Cecco.

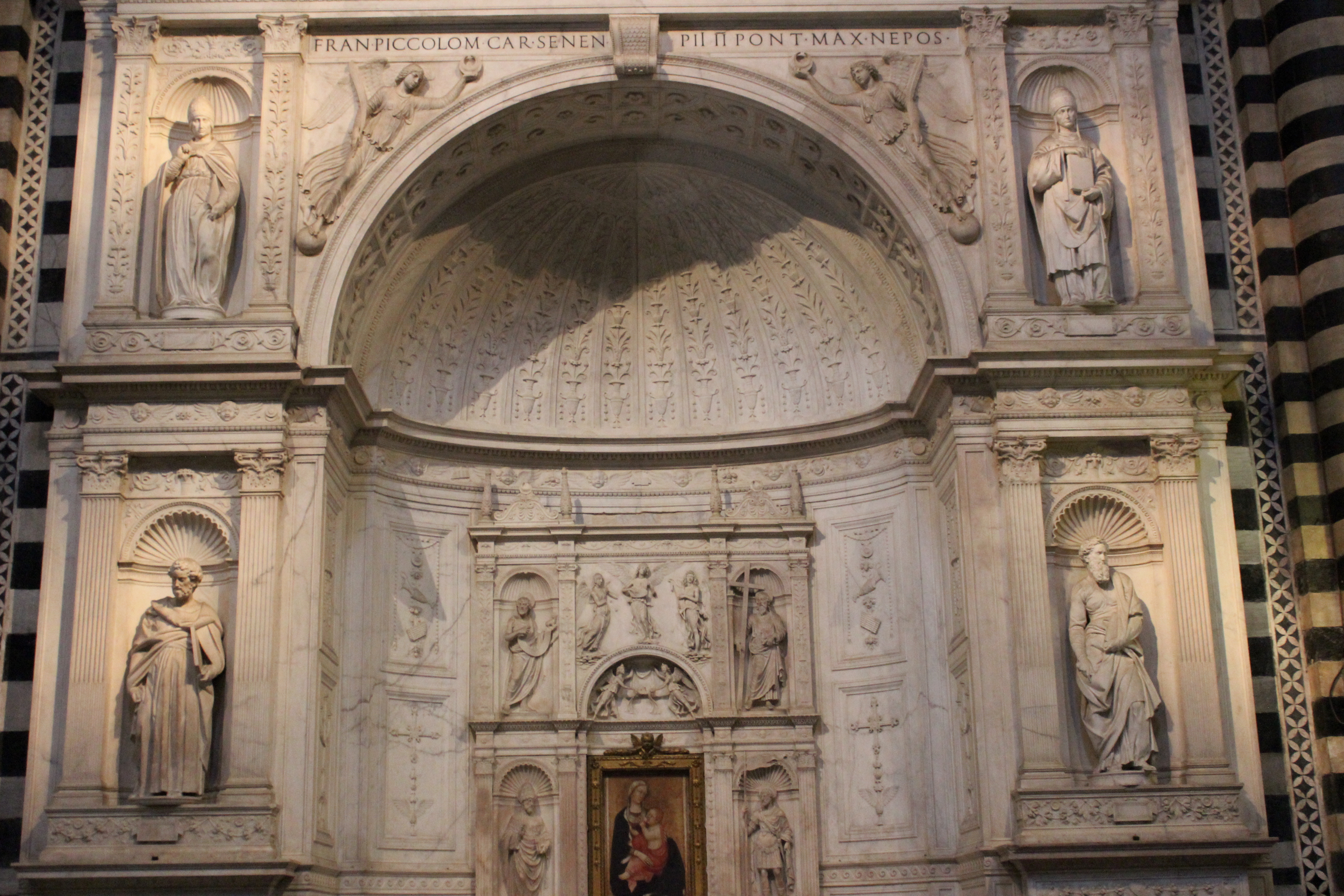
Parte del altar donde aparecen las esculturas de Miguel Ángel.

La estructura arquitectónica del altar se basa en la realizada por Bregno en Santa María del Popolo en Roma, con un nicho que contiene el verdadero altar, y está rodeado de un arco de triunfo. La decoración en bajorrelieve está llena de múltiples ornamentaciones como festones, guirnaldas, cestas de frutas, jarrones, cornucopias, palmeras, lámparas, cabezas aladas, delfines, tridentes, escudos, etc. Los motivos de media luna, con referencia al emblema de la familia Piccolomini, son innumerables. El cuidado de la decoración disminuye con la altura, pero las partes inferiores son de alta calidad.
A los lados, por encima de los emblemas de los propietarios, hay un registro doble de nichos enmarcados por pilastras, donde se encuentran cuatro estatuas. Otros dos nichos similares se encuentran en el ático, con uno central más grande con frontón a dos aguas, donde se encuentra la estatua de la Virgen con el Niño de Giovanni di Cecco proveniente de un altar más antiguo (1371); la escultura colocada en el último piso de la parte izquierda, es la correspondiente a san Francisco realizada por Pietro Torrigiano , probablemente retocada por Miguel Ángel para adaptarla a sus esculturas.
Originariamente, las estatuas debían ser catorce mostrando todos los santos más apreciados por Siena y sus promotores, la familia Piccolomini: seis de los nichos laterales acaban de describirse: tres en el nicho central, donde hoy día está la única escultura de la Virgen con el Niño, dos en los pies laterales por debajo del ático y tres en los tres hornacinas del ático. La pintura que ocupa el espacio central del retablo dedicado a la Virgen de la Humildad, es obra de Paolo di Giovanni Fei (1390 aprox). Los críticos han dando menos atención a este altar de mármol que rodea esta pintura, sobre todo porque está considerado que fue realizado por el taller de Andrea Bregno, cuando él ya se encontraba en Roma y había abandonado el encargo.

### Contrato con Miguel Ángel
El 19 de junio de 1501, a través de la intervención del banquero Jacopo Galli, fue contratado el joven Michelangelo Buonarroti , recién llegado de una estancia en Roma con el gran éxito de haber tallado la gran Piedad del Vaticano . En el contrato se estipuló cuál era tarea a llevar a cabo: «fare figure Quindici di marmo carrarese novo, candido et blanco et non venoso» "(hacer quince figuras de mármol de Carrara nuevo, cándido y blanco y no venoso ). El precio se estipuló en 500 ducados de oro, 33 y un tercio por estatua.
Cuando Michelangelo se puso a trabajar en Siena comenzó a tener otras ofertas escultóricas ambiciosas, en primer lugar la de esculpir el David para Florencia (contrato del 16 de agosto de 1501), lo que hizo que el trabajo de Siena ya no le interesara tanto. El artista comenzó a sentir este trabajo como algo secundario y a tallar de manera intermitente. En 1503 el cardenal fue elegido papa, Pero murió justo después de 26 días. Sus herederos realizaron con Michelangelo, un nuevo acuerdo para entregar cuatro esculturas con fecha 11 de octubre de 1504, y así el altar se enriqueció con las cuatro estatuas que se encuentran dentro de los nichos laterales inferiores, que fueron construidas con el ayuda de su taller. A pesar de las reiteradas peticiones de Antonmaria Piccolomini en 1537 no fueron entregadas ninguna otra escultura de las previstas. Finalmente el arzobispo de Siena Francesco Bandini Piccolomini, en 1561 canceló el contrato con el artista. Desde entonces dejaron de estar interesados en el altar Piccolomini, que se mantuvo por siempre inacabado.

## Obras de Miguel Ángel
Las esculturas de Miguel Ángel se encuentran colocadas en la parte izquierda de abajo hacia arriba:
- San Pedro
- San Agustín, (hasta hace poco tiempo se creía que era la representación de san Pío.)[2])

En la parte derecha de abajo hacia arriba ::
- San Pablo
- San Gregorio

| imagen | nombre       | año/material                  | descripción |
| ------ | ------------ | ----------------------------- | --- |
|        | San Agustín  | 1501-1504 / Mármol de Carrara | La escultura de san Agustín muestra una cierta debilidad de inspiración que era probablemente debido al uso masivo de ayudantes. El obispo, con mitra, está representado con un movimiento de su mano derecha que parece llamar la atención del espectador. La vestimenta transcurre suavemente a lo largo del cuerpo, con un poco de vibración sedosa y con la capa litúrgica, más pesada. Notable es el realismo de la cara, que expresa la dignidad y la sabiduría del personaje, con el detalle que lo subraya del libro bajo el brazo. |
|        | San Gregorio | 1501-1504 / Mármol de Carrara | El San Gregorio es quizás la figura más débil de la serie, debido a la utilización masiva de ayudantes, por contraste con una posición, ligeramente inclinada hacia la izquierda, que expresa un cierto patetismo. El santo y papa lleva tiara y sostiene un libro grande, que muestra al espectador. La vestidura es variada y sin esquemas, sin efectos de claroscuro expresivos como en el San Pablo de la misma serie. |
|        | San Pedro    | 1501-1504 / Mármol de Carrara | En el San Pedro muestra al personaje envuelto en una gran capa de pliegues amplios, pesados - al estilo "húmedo" derivado del ejemplo de Verrocchio - y contrastado con un posado que deriva del ejemplo de Donatello. La mirada se dirige hacia la izquierda y a la parte inferior, mirando al espectador, nuevamente citando estudios de Donatello sobre los reglajes de las figuras sobre la base de su posición. |
|        | San Pablo    | 1501-1504 / Mármol de Carrara | La escultura de San Pablo fue probablemente la mejor conseguida, con el personaje cubierto por un amplio manto -ejemplo de Verrocchio-, y con una pose de contrapposto -ejemplo de Donatello-. El cabello y la expresión concentrada, entre otros, son elementos que anticipan su obra del David . |